# Panay (Insel)
Panay ist eine Insel in der Gruppe der Visayas-Inseln, die zu den Philippinen gehört.

## Geografie
Panay hat eine Fläche von 12.297,1 km² und etwa 3,42 Mio. Einwohner. Auf der Insel werden Aklanon, Hamtikan und Hiligaynon gesprochen.

Panay westlich der Visayas-See

Die Insel hat die Form eines nach Osten weisenden Dreiecks und misst in Länge wie in Breite mehr als 130 km. An der Westküste erstreckt sich die in Nord-Süd-Richtung verlaufenden Central-Panay-Bergen, dessen höchster Gipfel der Berg Madias mit 2.117 Metern über dem Meeresspiegel ist. Das Gebirge geht nach Osten in eine sanfthügelige Landschaft über und an den Küsten im Norden und Osten dehnen sich weite Ebenen aus. Im äußersten Nordosten der Insel liegt die Bancal-Bucht, dieser sind die Inseln Gigantes, Calagnaan, Sicogon vorgelagert. Westlich der Bancal-Bucht, an der Nordküste, liegt die große ausladende Bucht von Pilar. Im Osten von Panay liegt die Insel Pan de Azucar, auf der sich der 606 Meter hohe Berg Manaphaga erhebt und eine markante Landmarke bildet. Die Insel wird von einer Anzahl von Flüssen durchzogen, wie dem Aklan-, dem Jalaur-, dem Iloilo- und dem Panay River. Der Aklan-River bildet an seiner Mündung, bei der Stadt Kalibo, ein 250 km² großes Flussdelta aus, das Kalibo-Feuchtgebiet genannt wird.
Im Norden grenzt sie an die Sibuyan-See, im Nordosten an den Jintotolo-Kanal, im Osten an die Visayas-See, im Süden an die Guimaras-Straße und den Golf von Panay, im Westen an die Sulusee und im Nordwesten an die Tablas-Straße.
Im Norden liegen die Romblonen und Masbate, im Osten Bantayan und die große Insel Negros, im Süden liegt die kleinere Insel Guimaras.
Die nordwestliche Halbinsel von Panay steht seit April 2002 komplett unter Naturschutz, es wird als Northwest Panay Peninsula Natural Park bezeichnet. Im Bulabog-Putian-Nationalpark kann man sich über die natürliche Umgebung und die archäologischen Ausgrabungen auf der Insel Panay informieren.

## Verwaltung
Sie ist in vier Provinzen aufgeteilt: Aklan, Antique, Capiz und Iloilo. Die Hauptstädte der Insel – entsprechend den vier Provinzen – sind Kalibo, San Jose de Buenavista, Roxas City und Iloilo City. Seit dem 10. März 1917 ist Panay eine eigene Provinz.
Panay gehört zusammen mit den Inseln Semirara, die Caluya-Inseln, Boracay, Maniguin, Mararison, Batbatan, Binuluangan, Jintolo, Gigantes, Calagnaan, Sicogon, Anauayan und Guimaras zu Western Visayas (Region VI).

## Kultur und Sehenswürdigkeiten

### Bauwerke

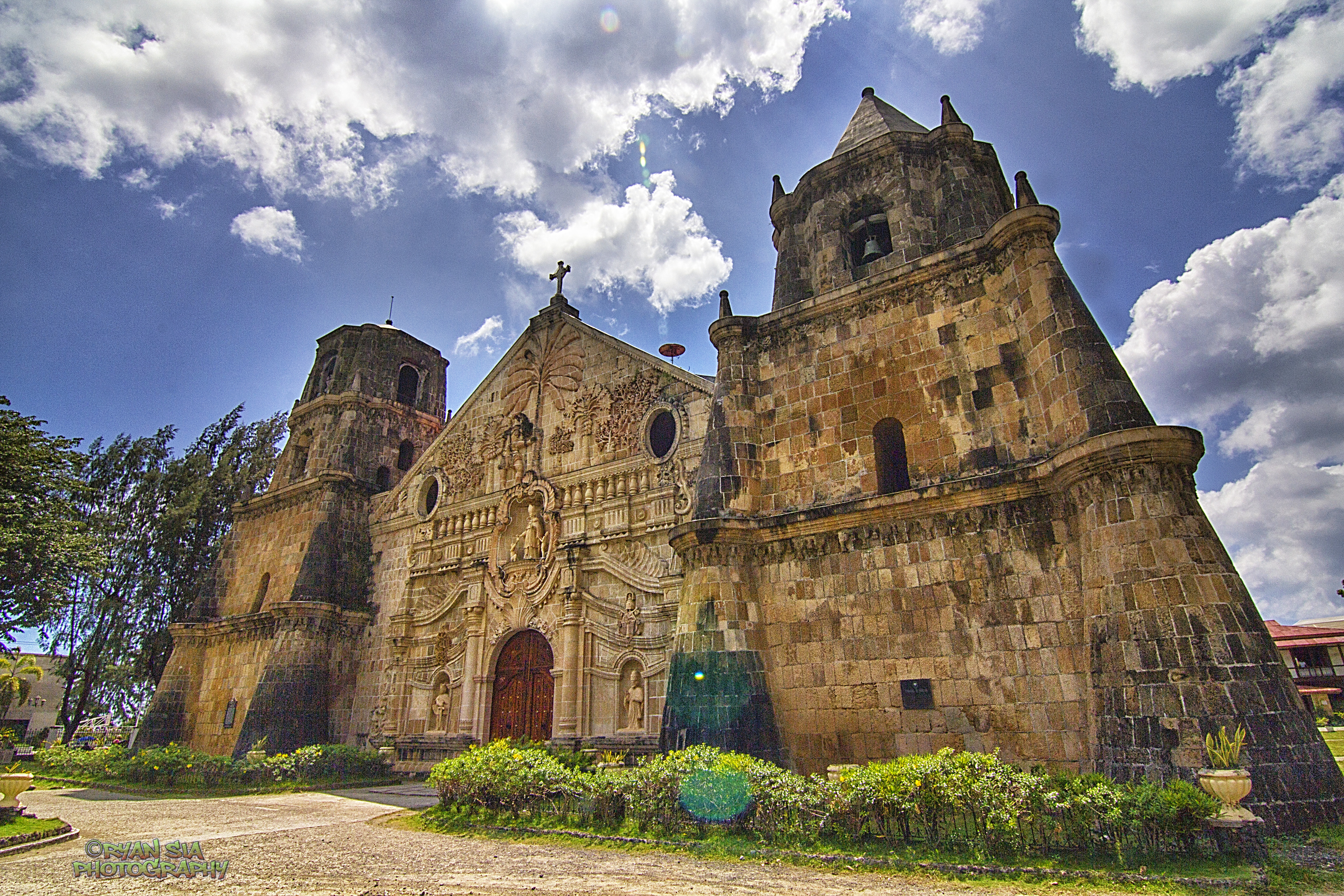
Kirche Santo Tomas de Villanueva in Miagao

Die zwischen 1787 und 1797 erbaute Church of Santo Tomas de Villanueva, ein sehr gut erhaltenes Exemplar des sogenannten Festungsbarock, steht an der höchsten Stelle der Gemeinde Miag-ao und ist dem hl. Thomas von Villanova geweiht. Sie ist zudem eine der bedeutendsten historischen Kirchenbauten des Landes und gehört seit dem Jahr 1993 als Bestandteil der Barockkirchen der Philippinen zum UNESCO-Weltkulturerbe

## Natur

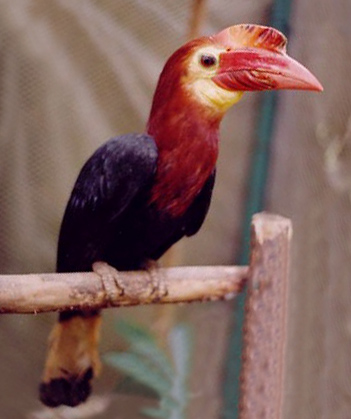
Panayhornvogel

Auf Panay gibt es sehenswerte Orte: die vorgelagerte Insel Boracay, Phaidon Beach, Bugang River und Malumpati Cold Spring in Pandan, Mararison, Batbatan und die Maniguin-Inseln, Buswang Beach, Hawili Falls, Danawan Cave, Panao Lake, Pula Waterfalls, Baybay Beach, Moro Towers, Suhot Spring, Anhawan Beach, Molo Church und Roca Encantada.
Im Südwesten befindet sich der Sibalom-Naturpark. Auf der Insel lebt der Panay-Waran und der Panayhornvogel.

## Wirtschaft
Reis, Kokosnuss, Bananen, Abaka, Weizen, Mango, Zucker und Tabak sind die landwirtschaftlichen Produkte Panays.
Gold, Silber, Kupfer, Mangan, Marmor, Kohle, Chrom, Magnetit, Porzellanerde, Salz, Sand und Steine kommen in Form von Bodenschätzen vor.

## Verkehr
Die Insel ist per Flugzeug oder Fähre zu erreichen. Der alte (inzwischen in ein Einkaufszentrum umgebaute) Flughafen und der Hafen für den Schiffsverkehr befinden sich innerhalb Iloilo City. Der Flughafen Iloilo International Airport befindet sich etwas nördlich der Stadt. Zusätzlich gibt es einen Flughafen in Kalibo sowie in Caticlan, nahe der Insel Boracay, den Godofredo P. Ramos Airport.
Auf der Insel gibt es Busse, Jeepneys und sogenannte Tricycle.

## Legenden
Die bekanntesten Legenden die sich um die Besiedlung der Insel ranken sind die Maragtas-Legende und die Legende um das Gesetzbuch von Kalantiaw, beide Legenden sind auf den ganzen Philippinen bekannt, auch wenn es eine Kontroverse um deren Authentizität existieren.